# Herman Vermeer
Ing. A. H. (Herman) Vermeer (Appelscha, 6 september 1957) is een Nederlandse landbouwer en voormalig politicus. Hij was namens de Volkspartij voor Vrijheid en Democratie  van 2001 tot 2004 lid van het Europees Parlement. Hij was 7 jaar betrokken bij Plus for Progress, 10 jaar bij SwifterwinT en 20 jaar bij Agrico. Hij is vooral actief in (inter)nationale akkerbouw en duurzaamheid.

## Opleiding en Loopbaan
Vermeer werkte van kinds af aan in het familie akkerbouwbedrijf in Flevoland en studeerde vanaf 1975 aan de Agrarische Hogeschool (tegenwoordig Aeres Hogeschool) te Dronten waar hij in 1980 zijn ingenieursdiploma behaalde. Vermeer leidde vervolgen gedurende 1 jaar een mechanisatieproject in de aardappelteelt in Irak (NIVAA).
Bij terugkeer in Nederland in 1981 startte hij een aanvullende opleiding Regiobestuur, werd hij voorzitter van de JOVD-afdeling Flevoland en vervolgens Gelderland (t/m 1982 en nam hij samen met zijn broer het agrarisch bedrijf van zijn vader over. In 1983 werd Vermeer Landelijk Voorzitter van de liberale jongerenorganisatie JOVD (t/m 1984) en volbracht hij (t/m 1987) verschillende specialistische cursussen in de akkerbouw.
In 1985 werd Vermeer voor de VVD lid van de Provinciale Staten in de nieuwe provincie Flevoland, tot 1987. Vervolgens stond hij dat jaar aan de wieg van de Stichting Rottumerberaad (organisatie van (Oud) Hoofdbestuursleden JOVD) en was de eerste voorzitter (1987 tot 1989). In datzelfde jaar werd hij lid van de partijraad van de VVD (1987-1993), vanaf 1988-1994 lid van de partijcommissie milieu, en vervolgens was hij opnieuw Statenlid in Flevoland. Een functie die hij 10 jaar vervulde (1991-2001). Daarnaast was hij 7 jaar actief bij de KNHM (Koninklijke Nederlandse Heide Maatschappij het huidige Katalys).
In 1996 besloten Vermeer en zijn broer om het doorontwikkelde familiebedrijf te splitsen in twee, nauw samenwerkende, zelfstandige agrarische ondernemingen. In 2001 richtte Vermeer vervolgens, samen met zijn buren, het maatschap Klokbekertocht op dat 6 windturbines op eigen gronden exploiteerde (tot 2021).
Van november 2001 tot juli 2004 was Vermeer lid van het Europees Parlement namens de VVD. Hij had daar zitting in de ELDR, de Europese Liberaal Democraten. Binnen het Europees Parlement was hij lid van de volgende commissies en delegaties: 
- Member of the parliamentary committee RETT (Regional Economy Transport and Tourism, het huidige TRAN) waarbinnen Vermeer benoemd werd tot rapporteur betreft de wetgeving over de bescherming van voetgangers en andere kwetsbare weggebruikers.

- Deputy member of the parliamentary committee Fisheries
- Vice president of EU parliamentary delegation to Estonia
- Member of the temporary research committee MARE

Vermeer hield zich onder meer bezig met:
- Hij vroeg aan de Europese Commissie een studie te verrichten naar de totstandbrenging van een gecertificeerd sloopproces van vervuilde schepen, om de export (beaching) van oude Europese schepen naar landen als India en Bangladesh te voorkomen. In mei 2004 maakte de Europese Commissie plannen bekend die aanhaken bij de eco-dock ontmantelingswerf STOP (Stichting Tanker Ontmanteling Platform) in de Eemshaven.
- In samenwerking met onder andere Karla Peis, realiseerde Vermeer het wetgevingstraject tot invoering van dubbelwandige oliettankers.

In 2001 startte Vermeer ook als Lid van de Raad van Beheer bij Agrico (aardappelcoöperatie, tot 2011) omdat hij in verbinding wenste te blijven met zijn achtergrond.
In 2004 startte Vermeer als adviseur op eigen titel (tot op heden) en specialiseerde zich verder in:
1. Duurzaamheid. [oa bij (PArticuliere Windturbine EXploitanten), ACRRES (toepassingscentrum Duurzame Energie van WUR Wageningen), Technocentrum Flevoland, FWF (Federatie Windverenigingen Flevoland), Hightech Agrocampus, ontwikkeling Flevokust
2. Ondernemers- /bedrijven platforms. (oa bij KvK Flevoland, VNO/NCW/MKB Flevoland, OVDD (ondernemersvereniging), Stichting Vrijwillige Kavel Ruil Flevoland, BPGD (bedrijvenplatform))
3. Maar ook op het sociale vlak. (oa Raad van Toezicht Berechja College, Maritiem VMBO op Urk, Kiwanis Flevoland, Tulpenroute Dronten later Tulpenroute Flevoland)

In 2005 startte Vermeer als opdrachtnemer en projectleider voor Ontwikkelings Maatschappij Flevoland (OMFL, tegenwoordig Horizon Flevoland) tot 2013, waaruit oa projectleiding volgde bij Blue Port Urk (stroomlijnen en verduurzamen), Lidmaatschap van Stuurgroep Masterplan Duurzame Visserij (2010-2013), RINGG Flevoland project (Biogas).
Op het internationale vlak nam Vermeer deel aan 4 handelsmissies (Zuid- Afrika, Indonesië, Turkije en China). Hij was tussen 2006 -2009 adviseur bij DOC Maritiem (mbt onderwijs) en bij andere projecten in Zuid-Afrika oa betreft windenergie, verduurzaming glastuinbouw (dmv biogas). En in Indonesië betreft lokale cacaoverwerking en verduurzaming en kwaliteitsverhoging van visserij. Vervolgens was Vermeer vanaf 2011 tot 2018 voorzitter van Plus for Progress dat samenwerkte met het ministerie van landbouw. Het doel de verbetering van de aardappelteelt in Oekraïne en Rusland door kennisoverdracht (oa betreft satelliet-landbouw) en versterking van de handelscontacten van het Nederlands bedrijfsleven.
In 2013 was Vermeer actief bij VWR (Vereniging Windenergie Rivierduingebied) waaruit in 2016 SwifterwinT voortkwam. Na aanvankelijk lid te zijn van het dagelijks bestuur werd hij in de zomer van 2017 benoemd tot directeur-bestuurder van SwifterwinT b.v (2017-2021) dat samen met Vattenfall het sanering- en opschalingproject Windplan Blauw ontwikkelde. Met als belangrijkste kenmerk dat er een samenwerking werd beoogd met iedereen in het aangesloten gebied (200 adressen/ 3000 ha)
Vanaf 2019 tot 2021 was Vermeer lid van het expertteam innovatieprojecten Flevoland dat beoogde investeringen in kleinschalige duurzaamheidsinitiatieven te ondersteunen. 
Vermeer runt sinds 2019 zijn akkerbouwbedrijf in in Swifterbant samen met zijn oudste zoon en is woonachtig in Dronten.
- Parlement.com: vghq1ig2w6ze